# Costa Rica
Costa Rica – miasto w Meksyku, w stanie Sinaloa.